# Хав'єр де Віана
Хав'є́р де Віа́на (Javier de Viana; *5 серпня 1868, Канелонес — †25 жовтня 1926, Ла-Пас, Канелонес) — уругвайський письменник і політичний журналіст бланкістського спрямування.

## З життєпису
Народився у родині Хосе Хоакіна де Віана (José Joaquín de Viana) та Десідерії Перес (Desideria Pérez), по батькові був нащадком губернатора Хосе Хоакіна де Віани (Jose Joaquin de Viana). Він здобув освіту в школі і ліцеї Ельбіо Фернандеса (Escuela y Liceo Elbio Fernández), згодом протягом короткого часу навчався на медичному факультеті Республіканського університету. 
У 18-річному віці взяв участь у т.зв. революції Квебрахо (кінець березня 1886 року), — внутрішньому уругвайському протистоянні, — в результаті чого створив низку хронік, зібраних у книзі під назвою «Спогади про похід» (Recuerdos de una campaña), включена пізніше Хуаном Е. Півелем Девото (Juan E. Pivel Devoto) в працю «Хроніки революції Квебрахо» (Crónicas de la revolución del Quebracho).
Він працював журналістом, спочатку в La Verdad (Трейнта-і-Трес), а вже пізніше в місті Монтевідео.
Разом з Еліасом Регулесом (Elías Regules), Антоніо Лусічем (Antonio Lussich), Ель В'єхо Панчо (El Viejo Pancho), Хуаном Ескайолою (Juan Escayola), Мартініано Легуїсамоном (Martiniano Leguizamón) та Домінго Ломбарді (Domingo Lombardi) брав участь у виданні El Fogón, найважливішому у жанрі гаучо в регіоні, заснованому Оросманом Мораторіо (Orosmán Moratorio) та Альсідесом де Марія (Alcides de María) у вересні 1895 року.
У 1896 році виступив редактором збірки оповідань Campo. У  цей час він займався без особливого успіху сільськогосподарськими справами, орендуючи ранчо «Los Molles». 
У 1899 році Хав'єр де Віана публікує свій роман «Гауча» (Gaucha), а ще через 2 роки — «Гурі» (Gurí).
Був задіяний у збройному націоналістичному повстанні 1904 року, в результаті чого був ув'язнений. Йому пощастило втекти і емігрувати до Буенос-Айреса, де він заробляв на життя, дописуючи у різні видання, на зразок Caras y Caretas, Atlántida, El Hogar, Mundo Argentino. 
У період між 1910 і 1912 роками в Монтевідео були опубліковані різні видання, які містили його оповідання.
У 1918 році Хав'єр де Віана повернувся до Уругваю і працював у різних виданнях, зокрема в газеті El País. У 1922 році його було обрано заступником депутата від департаменту Сан-Хосе і посідав цю посаду наступний рік (1923).
Помер у місті Ла-Пас, Канелонес, 5 жовтня 1926 року. З його смертю пов'язаний ряд неузгодженостей.

## Творчість
У творах Хав'єра де Віана яскраво представлена сільська тематика, зокрема виродження гаучо, і поділ тодішнього уругвайського суспільства на 2 партії.
Бібіліографія
- Campo (1896)
- Gaucha (1899)
- Gurí (1901)
- Con divisa blanca (1904)
- Macachines (1910)
- Leña seca (1911)
- Yuyos (1912)
- Cardos (1919)
- Abrojos (1919)
- Sobre el recado (1919)
- Bichitos de luz (1920)
- Ranchos: costumbres del campo [Архівовано 21 серпня 2021 у Wayback Machine.] (1920)
- La biblia gaucha (1925)

## Джерело
- Уругвайские рассказы. Перевод с испанского., М.: Госиздат худ.л-ры, 1957, 125 с. — С. 5 (рос.)